# Lista rezervațiilor naturale din județul Ialomița
Lista rezervațiilor naturale din județul Ialomița cuprinde ariile protejate de interes național (rezervații naturale), aflate pe teritoriul administrativ al județului Ialomița.

## Lista ariilor protejate
| Observații                                        | Cod       | Localizare             | Categorie IUCN | Tip          | Suprafață (ha) | Observații                 |
| ------------------------------------------------- | --------- | ---------------------- | -------------- | ------------ | -------------- | -------------------------- |
| Lacul Amara Ialomița                              | VI.17     | Amara                  | IV             | avifaunistic | 162            | declarat prin HG 1284/2007 |
| Lacurile Bentu Mic, Bentu Mic Cotoi și Bentu Mare | VI.19     | Bordușani              | IV             | avifaunistic | 127            | declarat prin HG 2151/2004 |
| Lacul Fundata                                     | VI.16     | Gheorghe Doja          | IV             | avifaunistic | 510            | declarat prin HG 2151/2004 |
| Lacul Rodeanu                                     | RONPA0944 | Jilavele               | IV             | avifaunistic | 51             | declarat prin HG 1143/2007 |
| Lacul Strachina                                   | VI.18     | Țăndărei, Valea Ciorii | IV             | avifaunistic | 1.050          | declarat prin HG 1284/2007 |
| Pădurea de Stejari Seculari Alexeni               | RONPA0850 | Alexeni                | III            | forestier    | 37             | declarat prin HG 2151/2004 |
| Pădurea de Stejari Seculari Canton Hățiș          | RONPA0885 | Stelnica               | IV             | forestier    | 6,40           | declarat prin HG 2151/2004 |